# Quercus merrillii
Quercus merrillii — вид рослин з родини букових (Fagaceae), поширений в Індонезії, Малайзії, Філіппінах.

## Опис
Це зазвичай невеликий кущ заввишки 2 м; може досягати 10 м, при стовбурі до 20 см в діаметрі. Кора злегка лущиться, сірувато-коричнева. Гілочки червоно-коричневі, спочатку ворсисті, потім стають голими, з численними сочевичками. Листки шкірясті але тонкі, яйцюваті, зворотно-яйцюваті або еліптичні, 2–5 × 1–2 см; верхівка тупа; основа ослаблена; край цілий або віддалено дрібнозубчастий у верхівковій 1/2; спочатку густо запушені з обох сторін, значно пізніше голі; верх блискучий зелений; низ білуватий; ніжка листка 2–3 см. Чоловічі сережки завдовжки 3–4 см, з золотисто-коричневими волосками. Жіночі суцвіття 1–4-квіткові, 1–2 см завдовжки, волохаті. Жолуді яйцеподібні, конічні або циліндричні, коричневі, у довжину 2–3 см; чашечка охоплює 1/4 або 1/3 горіха; дозрівають між квітнем і серпнем.

## Середовище проживання
Поширення: Індонезія (Калімантан); Малайзія (Саравак); Філіппіни. Росте на висотах від 100 до 850 метрів. Зростає в діптерокарпових лісах.